# QW-3
Цяньвэй-3 или QW-3 — китайский переносной зенитно-ракетный комплекс, являющийся продолжением разработки QW-1. Предназначен для поражения самолётов и вертолётов на малых высотах. Заявленная вероятность поражения цели одной ракетой 85%.

## Описание
Комплекс предлагается в варианте мобильного ПЗРК и в стационарном варианте для размещения на кораблях.
Ракета имеет полуактивную головку самонаведения с защитой от оптических и электромагнитных помех.
На вооружение армии КНР ПЗРК QW-3 стали поступать в начале 2000-х годов.
В 2009-2010 гг. были поставлены примерно 95 ПЗРК QW-3 в Индонезию.

## Тактико-технические характеристики
- Зона поражения по дальности: 800—8000 м
- Зона поражения по высоте: 4—5000 м
- Максимальная скорость: 750 м/с
- Масса ПУ: 23 кг
- Длина ПУ: 2,1 м
- Двигатель: одноступенчатый РДТТ
- Система наведения: полуактивная ГСН
- Боевая часть: осколочно-фугасная